# Aldeias Vinhateiras do Douro
A Rota das Aldeias Vinhateiras do Douro é um programa turístico de cariz histórico-cultural criado em 2001, agrupando seis localidades (três das quais têm, de facto, o estatuto legal de vila) de cinco municípios durienses, tendo como objectivo principal a criação de uma dinâmica de regeneração e valorização das aldeias do Douro Vinhateiro, através da revitalização sócio-económica, da fixação da população e do reforço da promoção turística.
O programa, promovido pelos municípios envolvidos com o apoio da Comissão de Coordenação e Desenvolvimento Regional do Norte (CCDRN), da Associação para o Desenvolvimento do Turismo na Região Norte (ADTURN) e do então Instituto Português do Património Arquitectónico (IPPAR), contou com financiamento do Fundo Europeu de Desenvolvimento Regional (FEDER).

## As aldeias
- Barcos, no município de Tabuaço
- Favaios (vila), no município de Alijó
- Provesende, no município de Sabrosa
- Salzedas (vila), no município de Tarouca
- Trevões (vila), no município de São João da Pesqueira
- Ucanha, no município de Tarouca